# Stephanshof
Der Stephanshof ist ein zur Ortsgemeinde Lemberg im rheinland-pfälzischen Landkreis Südwestpfalz gehörendes einzeln stehendes Gehöft. Er ist ein Kulturdenkmal. 

## Lage
Der Stephanshof liegt im südlichen Gemeindegebiet an der Landesstraße 485 im Wasgau, wie der Südteil des Pfälzerwaldes auch genannt wird.

## Geschichte
Der Stephanshof gehörte auch historisch zu Lemberg, das im gleichnamigen Amt Lemberg und dort in der Amtsschultheißerei Lemberg lag. Das Amt – und damit auch der Stephanshof – gehörten zunächst zur Grafschaft Zweibrücken-Bitsch, ab 1570 zur Grafschaft Hanau-Lichtenberg, ab 1736 zur Landgrafschaft Hessen-Darmstadt, ab 1794 zu Frankreich, ab 1816 zu Bayern (Rheinkreis) und ab 1946 zu Rheinland-Pfalz (zu den Einzelheiten siehe: Lemberg).

## Anlage und Geschichte
Der Hof wurde 1771 als Krüppelwalmdachbau errichtet. Als Kulturdenkmal ist er eine Gesamtanlage zusammen mit mehreren Nebengebäuden.